# Чемпіонат Дніпропетровської області з футболу 2019
Чемпіонат Дніпропетровської області з футболу 2019 року виграв «Скорук» (Томаківка).
| М  | Команда                     | І  | В  | Н | П  | РМ    | О  |
| -- | --------------------------- | -- | -- | - | -- | ----- | -- |
| 1  | «Скорук» *                  | 22 | 20 | 0 | 2  | 67−10 | 60 |
| 2  | «Артіум» (Павлоград)        | 22 | 19 | 2 | 1  | 66−17 | 59 |
| 3  | «Дружба» (Кривий Ріг)       | 22 | 14 | 1 | 7  | 63−23 | 43 |
| 4  | «Авангард» (Покров)         | 22 | 13 | 3 | 6  | 37−23 | 42 |
| 5  | «Дніпроагро» (Синельникове) | 22 | 12 | 3 | 7  | 47−31 | 39 |
| 6  | ФК «Павлоград»              | 22 | 10 | 3 | 9  | 41−42 | 33 |
| 7  | «Енергія» (Дніпро)          | 22 | 8  | 4 | 10 | 39−34 | 28 |
| 8  | ФК «Лозоватка»              | 22 | 8  | 1 | 13 | 35−48 | 25 |
| 9  | «Легіонер» (Дніпро)         | 22 | 6  | 4 | 12 | 35−42 | 22 |
| 10 | ХФК «Пенуел» (Кривий Ріг)   | 22 | 4  | 2 | 16 | 19−67 | 14 |
| 11 | «Скіф» (Дніпро)             | 22 | 3  | 3 | 16 | 22−75 | 12 |
| 12 | ФК «Петриківка»             | 22 | 1  | 2 | 19 | 24−83 | 5  |
|    | «ВПК-Агро» (Шевченківка) ** | 4  | 4  | 0 | 0  | 12−3  | 12 |

Примітки
- позначкою * відзначений чемпіон;
- позначкою ** позначена команда, яка знялася по ходу турніру;
- «ВПК-Агро» (Шевченківка) виступав у Другій лізі України 2019/20;
- курсивом виділені назви команд, які виступали в Аматорському чемпіонаті України 2018/19;
- «Легіонер» (Дніпро) виступав в Аматорському чемпіонаті України 2019/20